# Babice (powiat Chrzanowski)
Babice is een dorp in de Poolse woiwodschap Klein-Polen. De plaats maakt deel uit van de gemeente Babice en telt 1369 inwoners.